# Estádio Edson Arantes do Nascimento
O Estádio Edson Arantes do Nascimento, também conhecido popularmente como Estádio Pelezão, foi um estádio de futebol brasileiro, situado em Guará, no Distrito Federal. Seu nome é uma homenagem ao jogador brasileiro Edson Arantes do Nascimento, o Pelé, muitas vezes mencionado como um dos maiores jogadores de futebol da história.

## História
Como parte das comemorações dos 5 anos de existência de Brasília, em 21 de abril de 1965, o então informalmente chamado Estádio Nacional de Brasília foi parcialmente inaugurado. Em um evento com entrada franca, também ocorreu a partida inaugural entre os times Seleção do Distrito Federal e Siderúrgica, resultando na vitória do segundo por 3 a 1. O primeiro gol do estádio foi marcado pelo jogador Zé Emílio, do Siderúrgica. As obras, executadas pela contutora Rabello S.A., só foram finalizadas totalmente no ano seguinte, seguidas pela inauguração oficial do estádio em 31 de março de 1966. Nessa data, houve uma segunda partida inaugural entre Vasco da Gama e Flamengo, que resultou na vitória do primeiro por 2 a 1. O primeiro gol foi de autoria do jogador Célio, do Vasco.
Local onde o CEUB atuava como mandante de seus jogos, foi completamente reformado em 1973 após a Confederação Brasileira de Desportos (CBD) informar que o clube havia sido incluído no Campeonato Brasileiro da Divisão Extra de 1973. Sua reinauguração ocorreu no dia 8 de agosto de 1973, com derrota do CEUB por 1 a 0 contra o Atlético Mineiro, com gol do jogador Campos, aos 27 minutos do segundo tempo.
Desativado na década de 1980 pela Federação Metropolitana de Futebol, que até então era dona do estádio, ele é vendido para um grupo de empresas imobiliárias formado pela Paulo Octávio Investimentos Imobiliários e a Via Engenharia em 1996, aparentemente devido ao fato do estádio já acumular mais de R$ 1 milhão em dívidas à época. Praticamente abandonado desde o licenciamento do CEUB em 1976 e da construção do Estádio Mané Garrincha, foi ocupado por dezenas de famílias, retiradas para Ceilândia em 2004 por empenho pessoal do então governador do Distrito Federal Joaquim Roriz e sua vice, Maria de Lourdes Abadia, para que pudesse finalmente ser demolido pelo grupo de empresas dono do terreno para sua utilização em outros empreendimentos, ainda indefinidos na época.
Em 2006, toda a região do SCEES, SGRV e SOF Sul teve sua destinação alterada de apenas industrial e comercial para industrial, comercial e residencial pela Câmara Legislativa do Distrito Federal (CLDF), apesar da tentativa do Ministério Público do Distrito Federal e dos Territórios (MPDFT), que arguiu a inconstitucionalidade da mudança. Durante o governo de José Roberto Arruda e seu vice, Paulo Octavio, tornou-se parte do corredor de adensamento urbano da futura via Interbairros, que seria construída através de uma parceria público-privada (PPV), em troca da permissão para construção de prédios de gabarito elevado nas duas margens.
Em 2009, após a demolição do estádio, no local passaram a existir diversos condomínios de luxo, entre eles o Living Park e o Park Sul, que alteraram a sigla do local para Super-Quadra Park Sul (SQPS).